# Яворский, Вадим Юрьевич
Вади́м Ю́рьевич Яво́рский (укр. Вадим Юрійович Яворський; 26 июня 1994, Одесса) — украинский футболист, нападающий

## Биография
Воспитанник СДЮШОР «Черноморец». После завершения обучения играл в «Черноморце-2». В сезоне 2012/13 годов выступал в СКА (Одесса) и молодёжном составе «Кривбасса» (Кривой Рог). В июне 2013 года стал футболистом одесского «Черноморца».
13 сентября 2014 года провёл первый поединок в украинской Премьер-лиге, выйдя на поле вместо Руслана Фомина в добавленное время матча против донецкого «Шахтёра». С весны следующего года Яворский стал регулярно появляться в составе первой команды одесситов. Учитывая на тот момент состояние «Черноморца» после ухода многих ключевых исполнителей и главного тренера команды Романа Григорчука, использование Яворского в роли наконечника «моряков» предполагало развитие атак, отличающееся от варианта нападения с высоким и массивным Диденко. Толкаться с мощными защитниками Яворскому в отличие от ушедшего ветерана было тяжело. Чтобы дорасти до главного нападающего в команде, Вадиму нужно было добавить в мускулах. До конца сезона нападающий сыграл в 6 играх высшего дивизиона, ещё 2 матча Яворский провёл за «Черноморец» в Кубке Украины. В одном из кубковых поединков против «Днепра» поочерёдно Дмитрий Чигринский и Александр Васильев в борьбе с Яворским получили красные карточки.
В январе 2016 года был отдан в аренду до конца сезона клубу «Горняк-Спорт». Летом 2016 года был вновь отдан в аренду клубу «Горняк-Спорт». Спустя год вернулся в расположение «Черноморца».